# Amy-Cathérine de Bary
Amy-Cathérine de Bary (née le 29 janvier 1944) est un cavalière suisse de dressage.

## Carrière
Aux Jeux olympiques d'été de 1984 à Los Angeles, elle remporte la médaille d'argent par équipe.
Aux Championnats d'Europe de dressage, elle remporte toujours par équipe la médaille d'argent en 1981 et la médaille de bronze en 1979 et en 1983.